# Оглашенний
Оглаше́нний (церк.-слов. ωглашє́ннїи, грец. κατηχούμενοι) — кандидат у члени церкви у християнстві. Оскільки процес вивчення християнських істин та готування оглашенного до прийняття Таїнства Хрещення робить його кандидатом у члени церкви, він уже в цьому стані входить у сферу дії церковної дисципліни.

## Участь у церкві
Оглашенні беруть участь разом з вірними у першій частині літургії, хоч їхня участь у літургічному житті церкви завжди обмежується. Так, у 8-му правилі Феофіла Олександрійського зауважується, що оглашенний не повинен їсти та пити від приношень для безкровної жертви. Щодо життя оглашенних 20-те правило Василія Великого наголошує, що все, що було вдіяне ними перед їхнім вступом до катехуменату, Церквою не карається. Але оглашенні, які впали у гріх після входу у катехуменат, несуть покарання за свої гріхи згідно з церковними канонами. Та в небезпеці смерті оглашенний, якого відлучено від катехуменату за гріхопадіння, допускається до хрещення та прийняття святих Христових тайн. Також тільки в небезпеці смерті можна хрестити оглашенного, який не очистився від злого духа, але оглашенного, який в час хвороби втратив розум і не спокушується злим духом, можна хрестити за проханням його рідних.
Церковні правила дозволяють оглашенним жінкам хреститися під час їхньої вагітності, але не під час їхнього очищення, а приймати хрещення після очищення. Перше правило святого Тимофія Олександрійського велить охрестити семирічну оглашенну дитину або дорослого, не чекаючи закінчення катехуменату, які несвідомо прийняли євхаристію, як уже покликаних Богом.